# 横尾敬義
横尾 敬義（よこお　たかよし、1880年〈明治13年〉10月5日 - 没年不明）は、日本の海軍軍人、第九代佐賀市長。その提案した「魚雷肉攻案」は特殊潜航艇、別名甲標的の開発につながった。最終階級は海軍大佐。

## 生涯
佐賀県士族の出身である。父の横尾義勇は佐賀中学教員や佐賀高等女学校校長などを歴任した教育者である。義勇は予備校を経営していた時期があり、その生徒の一人が、横尾の同期生となる百武源吾であった。百武三郎、百武晴吉、そして源吾の妹は横尾の妻となる。1899年（明治32年）、海軍兵学校に入校し、1902年（明治35年）12月に30期を卒業。席次は中位であった。海軍少尉に任官し、横尾は日露戦争に出征する。

### 海軍軍人

#### 日露戦争
横尾は旅順港の閉塞に従事する。魚雷を動力とした筏に機雷を搭載し、旅順港に向かったが、ロシア軍の迎撃を受け断念している。伊藤正徳によれば横尾は「魚雷を抱いて旅順港内に潜入する案」を持っていたという。初叙の功級は不明であるが、横尾は功四級に叙されている。

#### 水雷

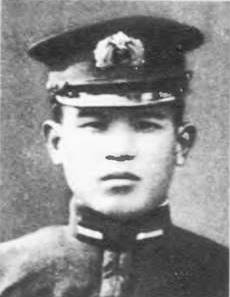
横尾の同郷人で甲標的艇長として真珠湾攻撃で戦死した広尾彰。

中尉時代には日本海軍の初期の潜水部隊である潜水艇隊で艇長（心得）を務め、大尉時代に水雷学校高等科6期に進み、首席で卒業した。次いで海軍大学校甲種11期に学んでいる。横尾は水雷専攻の士官となったが、明治から大正にかけての海軍魚雷射法は理論的な進展を果たした。この進展に貢献した人物として鈴木貫太郎、桑島省三、大谷幸四郎、八角三郎、常盤盛衛などが挙げられるが、横尾（少佐）も館明次郎とともに松山茂が先鞭をつけた水雷射法への公算学、誤差学の導入に努めた。横尾らの研究はのちに水落高五郎が完成している。第一艦隊参謀（少佐）、水雷学校での勤務などを経て、1921年（大正10年）12月に軽巡洋艦「天龍」艦長に補され、翌年にはシベリア出兵からの撤退に伴い、沿海州の警備を行った。12月に待命となり、翌年予備役編入となる。
魚雷肉攻案
1931年（昭和6年）に生起した満州事変は日本に国際関係の緊張をもたらし、海軍に対しては内部、外部から諸種の献策が行われた。この際横尾が提案したのが魚雷肉攻案である。この提案について福井静夫は「魚雷を人間が操縦して必中を期する」ものとしている。また勝目純也は「被発見防止のため潜航可能な高速魚雷搬送隊、魚雷発射のための魚雷」と説明している。艦政本部第二課長の岸本鹿子治は横尾の提案に着目し、特殊潜航艇（甲標的）の開発につながったとされる。戦史叢書も同様の立場を採っているが、甲標的の着想についてはイタリア海軍の影響や、民間の潜水器などを挙げる論者もいる。
なお、太平洋戦争で使用された特攻兵器「回天」の開発経緯については、黒木博司、仁科関夫の他にも、竹間忠三（65期）、近江誠（70期）などが人間魚雷を発案しており、また海軍中央の関与も指摘されている。「回天」の開発に横尾の発案がどのように影響しているかは不明である。

### 佐賀市長
1932年（昭和7年）8月、前任市長が佐賀市庁舎全焼のため引責辞任し、横尾は佐賀市長に選任された。横尾の在任は1期、4年間であり、この間に市庁舎の再建を行っている。市営バスの開業は横尾の退任直後であった。戦後は、全日本信用組合協会理事を歴任した。

## 栄典
位階
- 1905年（明治38年）2月14日 - 従七位[16]
- 1907年（明治40年）11月30日 - 正七位[17]
- 1913年（大正2年）2月10日 - 従六位[18]
- 1918年（大正7年）1月30日 - 正六位[19]
- 1922年（大正11年）1月20日 - 従五位[20]

勲章等
- 1920年（大正9年）11月1日 - 大正三年乃至九年戦役従軍記章[21]